# Równoważnik glukozowy
Równoważnik glukozowy DE (ang. dextrose equivalent) – to procentowa zawartość cukrów redukujących do suchej masy hydrolizatu, w przeliczeniu na glukozę.
DE = cukry redukujące przeliczeniu na glukozę/sucha masa hydrolizatu * 100
Równoważnik glukozowy wykorzystany jest do oznaczania stopnia scukrzenia syropów i klasyfikacji syropów glukozowych. Im proces scukrzania jest bardziej zaawansowany tym stężenie cukrów redukujących w roztworze jest wyższe. Szybkość scukrzania zależy od temperatury, gęstości masy, pH oraz od rodzaju słodu i jakości surowca.
Scukrzenie skrobi metodą kwasową nie przebiega do końca osiągając DE do 91.